# محمد أبو البركات الشهرستاني
محمد بن محمد بن محمد بن الحسين والمعروف بأبو البركات بن أبي حفص النحوي الشهرستاني الأصل، والبغدادي المولد والدار. ولد في شهر رمضان سنة 549 هـ.
قرأ على أبي محمد عبد الله بن أحمد ابن الخشاب وجالسهُ، وعلى أبي الحسن علي بن المبارك بن بابويه المعروف بابن الزاهدة النحوي، ولازمهُ حتى حصل معرفة علوم النحو واللغة. ولهُ شعر منهُ:

## وفاته
توفي في يوم الأحد سابع عشر ربيع الأول سنة 618 هـ/ 1221م، ودفن في المقبرة الوردية ببغداد.